# コルギス (オングト部)
コルギス（モンゴル語: Körgis、中国語: 闊里吉思、? - 1298年）は、13世紀末に大元ウルスに仕えたテュルク系オングト部族長。大元ウルスの将軍としてカイドゥ・ウルスと戦ったが敗れ、捕虜となったことで知られる。クルクズ、ゲワルギスとも。
『元史』などの漢文史料では闊里吉思(kuòlǐjísī)、『集史』などのペルシア語史料ではKūrgūz kūrgān(کورگوز کورگان)と表記される。オングト人は代々ネストリウス派キリスト教の教徒であり、「コルギス」という名前もキリスト教の聖者聖ゲオルギオスに由来するものである。そのため、マルコ・ポーロやモンテ・コルヴィノといったキリスト教圏の人物の記録ではゲオルギウス王とも記される。

## 概要

### 生い立ち
コルギスはチンギス・カンに投降したオングト部族長アラクシ・ディギト・クリの曾孫のアイ・ブカの息子に当たる。コルギスは武勇に優れるだけでなく学問にも通じており、私邸に「万巻堂」という建物を築いて日々儒者と経史、性理・陰陽・術数などについて討論していたという。オングト部族は始祖アラクシ以来代々チンギス・カン家と通婚する「キュレゲン(婿)」の家系であり、コルギスも裕宗チンキムの娘のクダドミシュと、チンキムの息子のテムル(後の成宗オルジェイトゥ・カアン)の娘アイヤシュリを娶った。
先祖代々キリスト教を信仰してきたオングト部族の存在は西方カトリック教圏から訪れた旅人の注意を引き、マルコ・ポーロは『東方見聞録』にて以下のように述べている。
コルギスがプレスター・ジョンの末裔であるというのは明らかにマルコ・ポーロの誤解であるが、「代々カアンの娘を娶る」「キリスト教徒の一族」という点は東方の漢文史料と合致する。また、コルギスはカトリック布教のために大元ウルスを訪れたモンテ・コルヴィノと知己になり、彼の誘いによってネストリウス派からカトリックに改宗したという。

### ナヤンの乱
コルギスが初めて活躍したのは至元24年（1287年）に勃発したナヤンの乱で、叛乱の首謀者オッチギン王家のナヤンに呼応したコルゲン王家のエブゲンがケルレン川流域の「チンギス・カンの大オルド(後の八白室)」に侵攻してきたのに対応した。ナヤン・エブゲンの叛乱を聞いたキプチャク人将軍のトトガクは他の将軍がクビライの指示を仰いでから出兵しようとしたのに対し、「兵は神速を貴び、叛乱が事実ならば我々は敵の不意を突かなければならない」と語り、これに賛同したコルギスとともに即日出陣した。トトガクとコルギスは精鋭を率いて七日間疾駆し、トーラ川を渡ってブルカン・カルドゥンでエブゲンの軍と遭遇した。その日、気温は暑く強い北風が吹いていたが、コルギスは「天は我々に味方している」と語り、馬に笞うって戦闘に赴き、トトガク・コルギス軍はエブゲン軍を大いに撃ち破った。コルギスは体に矢を3本も受けながら奮戦し、戦後その勇戦を讃えられて黄金3斤・白金1500斤を与えられた。

### アルタイ方面での駐屯
至元31年（1294年）にクビライが死去してテムル(成宗オルジェイトゥ・カアン)が即位すると、コルギスは改めて高唐王に封ぜられた。この頃、大元ウルスと敵対するカイドゥ・ウルスではクビライの死去という大きな契機を経て情勢が変わり、大元ウルスとカイドゥ・ウルスの間での軍事的緊張が高まってきていた。そこでコルギスは対カイドゥ軍との戦いの最前線に赴くことをオルジェイトゥ・カアンに請い、再三にわたる要請の末前線に出ることを許された。この時、コルギスは「西北(カイドゥ・ウルス)が平定されなければ、我が馬を南に向ける(帰還する)ことはないだろう」と周囲に語ったという。
コルギスがカイドゥ軍との国境の最前線に駐屯したことは西方でも知られており、フレグ・ウルスで編纂されたペルシア語史料『集史』には以下のような記述がある。
近年、モンゴル国ホブド県ムンフハイルハン郡のウラーン・トルゴイという地にて「高唐王」や「大徳2年」と記されたシリア文字碑銘が発見されており、コルギスの駐屯地は現ムンフハイルハン郡一帯であったと考えられている。

### カイドゥ・ウルスとの戦い
大徳元年（1297年）、バヤスクの地で敵軍と会敵した時には授軍が至るのを待って戦うべきだとする配下の進言を退け、単独で敵軍を破って数百人を捕虜とする功績を挙げた。これを聞いたクビライは大いに賞賛し、自らも用いた最高級の貂裘・宝鞍などを賜った。大徳2年（1298年）秋、ココチュ、ナンギャダイ、チョンウルら対カイドゥ駐屯軍の諸将は冬が去るまで敵軍が襲来することはないだろうと兵を休めようとしたが、コルギスのみは「今秋は敵軍の襲来が非常に少なかったが、これは鷲が獲物を狙う際に姿を隠すようなものである。敵軍への備えを緩めるべきではない」と述べて反対した。しかし他の諸将はこれを無視して兵を休め、コルギスのみが守り固くして冬を迎えた。果たして、同年冬にカイドゥ軍は大挙して襲来し、酒宴を開いていた大元ウルスの軍団は大敗を喫した。守りを固めていたコルギスのみはこのような中で唯一カイドゥ軍を撃退できたが、敗走する敵軍を追跡する中で孤立してしまい、遂にカイドゥ軍の捕虜となってしまった。
この時の戦いの模様を、『集史』は以下のように記している。

### 虜囚として
カイドゥは建国以来の「婿(キュレゲン)」の家系たるコルギスに娘を嫁がせ自らの婿とすることで配下に入れようとしたが、コルギスは「我はオルジェイトゥ・カアン(成宗テムル)の婿である、どうして再び妻を愛ることができようか」と語ってこれを拒絶した。コルギスはその後釈放されることがなかったが、一度だけクビライの派遣した使者が面会することができた。その時コルギスはまず両宮(公主)の安否を尋ね、次いで我が子の安否を聞いたが、話し終わる前に監視者に連行されて使者と2度と合うことはなかったという。この面会を経て、コルギスは遂にカイドゥの誘いに屈することなく亡くなった。大徳9年（1305年）、朝廷は亡くなったコルギスに対して高唐忠献王と追封した。コルギスが捕虜となった時、息子のジュアンはまだ幼かったため、弟のジュクナンが跡を継いだ。
前述したように、コルギスをカトリック教徒に改宗させたモンテ・コルヴィノはコルギス死後のオングト部族の動向について多少言及している。
モンテ・コルヴィノによると、コルギスの死後当主となったジュクナンらによってオングト部族はカトリック信仰から再びネストリウス派信仰に戻ったという。

## オングト駙馬王家
- ビヌイ（Binui ＞Bīnūīبینوی）…アラクシの兄
  - 北平王セングン（Senggün ＞鎮国/zhènguó,شنکوی/Shankūī）
    - 北平王ネグデイ（Negüdei ＞聶古台/niègŭtái,اونکودای/Unkūdāī）
- 高唐王アラクシ・ディギト・クリ（Alaqši Digid Quri ＞阿剌兀思剔吉忽里/ālàwùsītījíhūlǐ,اولاقوش تیکین قوری/Ūlāqūsh Tīkīn Qūrī）
  - 高唐王ブヤン・シバン（Buyan Šiban ＞不顔昔班/bùyánxībān）
    - 高唐王ボヨカ（Boyoqa ＞孛要合/bóyàohé）
      - 高唐王クン・ブカ（Kün Buqa ＞君不花/jūnbùhuā）
        - ナンギャダイ（Nangiadai ＞嚢加䚟/nángjiādǎi）
        - コリンチェク（Kölinček ＞邱隣察/qiūlínchá）
        - アントン（Antong ＞安童/āntóng）

      - アイ・ブカ（Ai Buqa ＞愛不花/àibùhuā,ایبوقا/Āībūqā）
        - 高唐王コルギス（Körgis ＞闊里吉思/kuòlǐjísī,ایبوقا/Āībūqā）
          - 高唐王ジュアン（J̌u’an ＞朮安/zhúān）

        - エセン・カイミシュ（Esen Qaimiš ＞也先海迷失/yĕxiānhǎimíshī）
        - アリバダイ（Aribadai ＞阿里八䚟/ālǐbādǎi）
        - 高唐王ジュクナン（J̌uqunan ＞朮忽難/zhúhūnán）

      - ジョリグ・ブカ（J̌oliγ Buqa ＞拙里不花/zhuōlǐbùhuā）
        - クシュタン（Quštanz ＞火思丹/huŏsīdān）

## 趙国公主
1. 趙国大長公主アラカイ・ベキ(Alaqai begi,阿剌海別吉／Alāqāī Bīkīالاقای بیکی)…太祖チンギス・カンの娘で、アラクシらに嫁ぐ
2. トゥムゲン公主(Tümügen,独木干)…睿宗トゥルイの娘で、北平王ネグデイに嫁ぐ
3. 趙国大長公主ユレク(Yürek,月烈)…世祖クビライの娘で、ボヨカの息子趙武襄王アイ・ブカに嫁ぐ
4. 趙国大長公主イェルミシュ(Yelmiš,葉里迷失)…定宗グユクの娘で、ボヨカの息子趙忠襄王クン・ブカに嫁ぐ
5. 趙国大長公主クダドミシュ(Qudadmiš,忽答迭迷失)…裕宗チンキムの娘で、ブトゥの息子趙忠献王コルギスに嫁ぐ
6. 趙国大長公主アイヤシュリ(Aiyaširi,愛牙失里)…成宗テムルの娘で、クダドミシュの死後コルギスに嫁ぐ
7. 趙国大長公主イリンチン(Irinǰin,亦憐真)…クン・ブカの息子忠烈王ナンギャダイに嫁ぐ
8. 趙国大長公主ウイグル(Uyiγur,回紇)…クン・ブカの息子趙康禧王コリンチェクに嫁ぐ
9. 趙国大長公主アシ・クトゥルク(Asiqutuluq,阿失禿魯)…アイ・ブカの息子鄃忠襄王ジュクナンに嫁ぐ
10. 趙国大長公主スゲバラ(Sugabala,速哥八剌)…ナンギャダイの息子趙王マジャルカンに嫁ぐ